# Finn Urdal
Finn Urdal, norveški rokometaš, * 9. september 1944, Horten.
Leta 1972 je na poletnih olimpijskih igrah v Münchnu v sestavi norveške rokometne reprezentance osvojil deveto mesto.